# Staffan Valdemar Holm

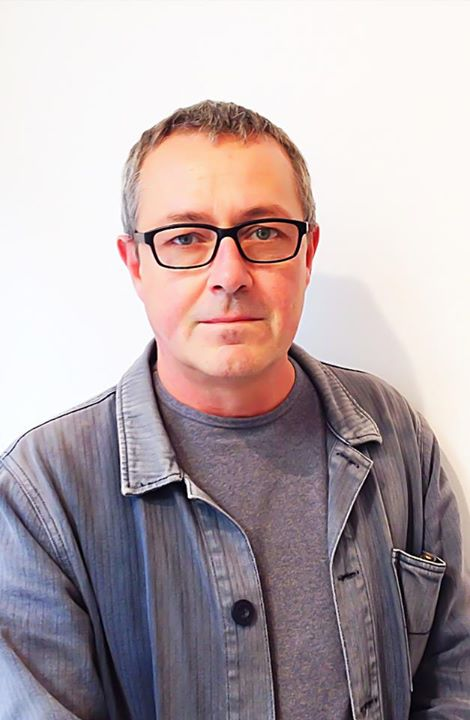
Staffan Valdemar Holm (2012)

Staffan Valdemar Holm (* 1958 in Tomelilla, Südschweden) ist ein schwedischer Theater- und Opernregisseur. Seine Ausbildung zum Regisseur erhielt er von 1984 bis 1988 an der Staatlichen Theaterakademie in Kopenhagen. Als Teil seines Studiums war er 1986 mehrere Monate Assistent an der Schaubühne am Lehniner Platz, wo er u. a. an Peter Steins Produktion „Der haarige Affe“ mitarbeitete.
Von 1992 bis 1998 war Holm Intendant am Theater Malmö, wo er mit einer Inszenierung von Kleists „Familie Schroffenstein“ eröffnete. Als Intendant des Königlich Dramatischen Theaters (Dramaten), das er von 2002 bis 2008 leitete, holte er immer wieder stilbildende Regisseure aus Deutschland nach Stockholm, zuletzt Michael Thalheimer, mit dessen Inszenierung von Horváths „Kasimir und Karoline“ Holm sich vom Dramaten verabschiedete.
Holm debütierte 1996 als Opernregisseur, seitdem entstanden fast jährlich eine Opernarbeit, u. a. 2004 bis 2006 Wagners Ring-Zyklus an der Königlichen Oper in Stockholm.
In Deutschland inszenierte er bisher zwei Mal: 2002 am Deutschen Theater in Berlin „Was ihr wollt“ und 2010 am Frankfurter Schauspielhaus „Tartuffe“. Seit August 2011 ist Holm Generalintendant am Düsseldorfer Schauspielhaus. Sein Vertrag geht zunächst über sechs Jahre. Am 28. November 2012 gab Holm bekannt, dass er aufgrund eines chronischen Burnouts sein Amt niedergelegt. Interimschef wurde der damalige Geschäftsführer des Schauspielhauses, Manfred Weber. Holm wollte aber weiter in Düsseldorf inszenieren.